# Tenango de San Miguel
Tenango de San Miguel är en ort i Mexiko.   Den ligger i kommunen Huayacocotla och delstaten Veracruz, i den sydöstra delen av landet, 150 km nordost om huvudstaden Mexico City. Tenango de San Miguel ligger 1 575 meter över havet och antalet invånare är 471.
Terrängen runt Tenango de San Miguel är bergig söderut, men norrut är den kuperad. Runt Tenango de San Miguel är det ganska glesbefolkat, med 36 invånare per kvadratkilometer. Närmaste större samhälle är Texcatepec, 6,5 km sydost om Tenango de San Miguel. I omgivningarna runt Tenango de San Miguel växer i huvudsak städsegrön lövskog.